# Hydrellia floridana
Hydrellia floridana är en tvåvingeart som beskrevs av Deonier 1971. Hydrellia floridana ingår i släktet Hydrellia och familjen vattenflugor. Inga underarter finns listade i Catalogue of Life.